# إميل شارتييه
إميل أوغوست شارتييه (بالفرنسية: Émile-Auguste Chartier)‏، المعروف بـ"آلان" (بالفرنسية: Alain)‏، هو صحفي ومدرس وفيلسوف وكاتب فرنسي، ولد في 3 مارس 1868 في Mortagne-au-Perche ‏ في فرنسا، وتوفي في 2 يونيو 1951 في Le Vésinet ‏ في فرنسا.

## سيرة

### الطفولة والمراهقة
ولد إميل أوغوست شارتييه 3 مارس 1868، في Mortagne-au-Perche ، شارع de la Comédie ، في منزل والديه، إتيان شارتييه، طبيب بيطري وجولييت-كليمانس شالين. جدّيه الأمّان بيير ليوبولد شالين ولويز-إرنستيان بيجوت من التجار المعروفين بشركة مورتاني وحاضرين جدًا في الحياة المجتمعية. ألان هو ابن عم ابن شالين، حيث سيكون لموضوع الدين مكانة خاصة في دراسته وانعكاساته الفلسفية. وهو يحمل بشكل أساسي الكثير من تطرفه من والده وجده.
في عام 1881، دخل مدرسة ألينسون الثانوية حيث أمضى خمس سنوات. في ذلك الوقت، والمؤلفين المفضلة لديه هي هوميروس، أفلاطون، ديكارت، بلزاك وستندال. يقرأ اليونانية القديمة أفضل من اللاتينية.
متجهًا في البداية إلى كلية الفنون التطبيقية، اختار أخيرًا إعدادًا أدبيًا يقوم به كمدرسة ثانوية خارجية ميشيليت دي فانفيس من عام 1886. وهناك، يعقد اجتماعًا حاسمًا للفيلسوف جولس لاينو، كما سيده، والتي توجهه نحو الفلسفة.

### المعلم، الناشط والصحافي
بعد أن اعترف في عام 1889 امتحان القبول ل مدرسة المعلمين العليا، وحصل على المركز الثالث ل تجميع الفلسفة في عام 1892   ، وعين أستاذا  ، خلفا للمدارس جوسيف لوث في بونتيفي، دوبوي دي لومي في لوريان  ، في روان (مدرسة كورنيل الثانوية من 1900 إلى 1902) وفي باريس (مدرسة كوندورسي الثانوية) ثم في فانفيس (المدرسة الثانوية ميشيليت). إنه يشارك سياسيا على الجانب الجمهوري والراديكالي، وإلقاء محاضرات لدعم السياسة العلمانية للجمهورية. في عام 1902، بعد فشل المرشح لويس ريكارد، الذي نظم حملته الانتخابية في روان، انسحب من النشاط السياسي، وكرس نفسه للجامعات الشعبية التي تم إنشاؤها نتيجة لقضية دريفوس والكتابة. من عام 1903، نشر (في La Dépêche de Rouen و Normandy) أعمدة أسبوعية بعنوان "About Sunday"، ثم "Monday Monday Comment"، قبل الانتقال إلى شكل Daily Comment. أكثر من 3000 من هذه «المقترحات» سوف تظهرفبراير 1906 إلى سبتمبر 1914. أصبح أستاذا لل khâgne في الليسيه هنري الرابع في 1909، كان لديه تأثير عميق على طلابه (سيمون ويل، ريمون آرون، وليام Guindey ، Canguilhem ، أندريه موروا، Gracq ، وما إلى ذلك). درس آلان أيضًا منذ عام 1906 في كلية سيفيني في باريس.

### الحرب العالمية الأولى
مع اقتراب الحرب، يقول ألان في تقريرها عن تحقيق السلام في أوروبا ويرفض احتمال نشوب صراع مع ألمانيا التي كان يتوقع أنه سيكون من العنف لم يسبق له مثيل. عندما يتم إعلان الحرب، دون إنكار أفكاره، يسبق الدعوة ويلتزم بنفسه، مخلصًا لقسم صريح في عام 1888 عندما سمح قانون الوقت للمعلمين بإعفائهم من الخدمة العسكرية. بقبول الاستفادة من الإعفاء، كان قد تعهد بالانخراط في حالة نشوب حرب، وعدم تأييد فكرة البقاء في الظهر عندما تم إرسال «الأفضل» إلى المذبحة.
العميد إلى 3 ه  فوج المدفعية  ، وقال انه رفض جميع المقترحات للترقية إلى درجة أعلى. ال23 مايو 1916يطحن قدمه في دائرة نصف قطرها عجلة عربة أثناء نقل الذخيرة إلى فردان  . بعد بضعة أسابيع من دخول المستشفى وعودة غير ناجحة إلى الأمام، تم إرساله لعدة أشهر إلى خدمة الأرصاد الجوية، ثم تم تسريحه في14 أكتوبر 1917.

### في ما بين الحربين العالميتين
بعد أن شاهد عن قرب فظائع الحرب العظمى، نشر في عام 1921 كتيبه الشهير المريخ أو الحرب التي تم الحكم عليها . على المستوى السياسي، تلتزم الحركة الراديكالية لصالح جمهورية ليبرالية يسيطر عليها الشعب بشدة. في عام 1927، وقع العريضة (نشرت على 15 أبريلفي مجلة أوروبا) ضد قانون التنظيم العام للأمة لوقت الحرب، الذي يلغي كل الاستقلال الفكري وحرية الرأي. اسمه جنبا إلى جنب مع تلك التي لوسيان ديسكافيس، لويس غويلوس، هنري بولايل، جول روماينز، سيفيرين... وأولئك الشباب المعلمين ريمون آرون وجان بول سارتر. حتى أواخر ثلاثينيات القرن العشرين، كان عمله يسترشد بالكفاح من أجل النزعة السلمية وصعود الفاشيين. تستأنف كتابة الاقتراح ، ولكن في شكل مراجعة، من 1921 إلى 1936، مع انقطاع من 1924 إلى 1927، حيث رحبت بهم المجلةالتحرر من جايد. في عام 1934 شارك في تأسيس لجنة اليقظة من المثقفين مناهضة الفاشية (CVIA)، برئاسة بول برشام وبول انجيفين. في عام 1936، عندما كان يعاني منذ فترة طويلة من نوبات الروماتيزم المنتظمة التي أدت إلى ثباته، أدانه هجوم الدماغ على كرسي متحرك. تشارك على الرغم من ذلك، ولكن حتى الآن، وعمل لجنة اليقظة من المثقفين ضد الفاشية ، حملة بحماس من أجل السلام، يجمع مجلدين عن أن تعرف باسم قوة التشنجات و فشلت قوة تدعم بينما جهود دعاة السلام من جيورغم أنه لا يزال يؤيد الحرب الدفاعية، إلا أنه لا يوافق على أي فكرة عن نزع السلاح. من ناحية أخرى، أيد اتفاقية ميونيخ، التي أحبطت من خلال دعوات لاتحاد دعاة الحرب في فرنسا، والتي بدا فيها أنه يستعيد الرقابة على الآراء المعارضة والسلمية التي ساهمت بشكل كبير في تطوير الحرب العالمية الأولى. لا يبدو أنه يقيس القوة الحقيقية والبعد المحدد للهتلرية، معتبرا أن فرنسا هي القوة المهيمنة في ميزان القوى الدولي. انه يوقع، فيسبتمبر 1939، كتيب «السلام الفوري» للفوضوي المتشدد لويس لوكون. من عام 1937، بتكليف من رفيقه بعد أسابيع من العجز في الكتابة، كرس آلان نفسه بشكل أساسي للكتابة الخاصة لمجلة . كما تم نشر العديد من المجموعات المواضيعية لمقترحاته ، حيث يواصل تعاونه مع Nouvelle Revue française ، بما في ذلك بعد أن تولى Drieu La Rochelle  قيادة الاحتلال النازي.

### الاحتلال والمرض ونهاية حياة
الدخول إلى الحرب والكارثة بالنسبة له هو الانهيار. ومن-شارك قعت من دعاة السلام المسالك السلام على الفور أن لويس ليسوان تهريبها الطباعة - لأنه أعلن الحرب - وتوزيعها. ألان يتجنب عقوبة السجن فقط من خلال الادعاء بأن Lecoin أساء إليه. ثم أخذ أي موقف علني خلال الحرب، ونحن لا يمكن استعادة رأيها أنه من خلال أسلوب الضرب وموجزة وبسهولة مفارقة له مجلة . في عام 1940، قبل الهزيمة ولم يرغب في استمرار القتال. في مجلته ، و23 يوليو 1940لقد ذهب بعيدًا متمنياً النصر الألماني بدلاً من النصر «ديغول». يبدو أن تعاون بيتانيست له شر أقل، في استمرار التزامه السلمي. في عام 1943، طُلب منه إحضار رعايته إلى رابطة الفكر الفرنسية، ورينيه شاتو، وهي مبادرة لا يبدو أنها تحققت. ضعيف للغاية، معزول عمليا عن العالم والحرب التي يتجنب حتى أصدقاؤه إثارة أمامه، وهو يعرف من 1940 إلى 1942 سنة مظلمة جدا من وجهة نظر أخلاقية بأنها مادية. في عام 1941، فقد رفيقه وصديقه القلب ومعاونه المؤمن، ماري مونيك موري-لامبلين، وفي عام 1944، قُتل طالبه السابق وأقرب تلميذ، جان بريفوست، في مدينة فيركورس. صاحب مجلة (1937-1950)  ومع ذلك تحمل علامة ولادة جديدة لنشاطه الأدبي من عام 1943. ومن تعيد أساسا الأعمال العظيمة التي أتت به إلى الكتابة. يعترف جانبه المظلم بأنه غير قادر على تخليص نفسه من معاداة السامية الكامنة. هذا الجانب يتم وضعه بانتظام بشكل عام. في عام 1947، كتب مرة أخرى رسائل إلى سيرجيو سولمي حول فلسفة كانط وكذلك الهدايا التذكارية بلا التحيات ، والمقالات والمقدمات المختلفة، ومشروع ماركس في عام 1950. فيمايو 1950، يتلقى جائزة سباق الجائزة الكبرى الوطنية. مات على 2 يونيو 1951ودفن في مقبرة بير لاشيز (القسم 94).

## وصلات خارجية
- إميل تشارتير على موقع الموسوعة البريطانية (الإنجليزية)